# Mala Gradusa
Mala Gradusa is een plaats in de gemeente Sunja in de Kroatische provincie Sisak-Moslavina. De plaats telt 57 inwoners (2001).